# 銀行間支付結算系統
清算所银行间支付系统（ 英語：Clearing House Interbank Payments System，CHIPS ）是一家美国私有大额交易清算所。截至2023年，它已结算约500,000笔付款，每天处理总金额为1.7万亿美元 。 CHIPS与联邦储备银行的Fedwire基金一起构成了美国主要的大额国内和国际美元支付网络，占其市场份额约为96%。CHIPS交易受《统一商法典》第4A条管辖。
不同于属于监管机构一部分的Fedwire系统，CHIPS归使用该系统的金融机构所有。对于时间敏感度较低的支付，银行通常更喜欢使用CHIPS而不是Fedwire进行清算，因为CHIPS更便宜（无论是收费还是所需的资金）。原因之一是Fedwire是实时全额结算系统，而CHIPS允许净额支付。

## 与Fedwire的差异
CHIPS 与 Fedwire 支付系统在三个主要方面有所差异。首先，它是私有的（由清算所支付公司有限责任公司拥有），而Fedwire是监管机构的一部分。其次，CHIPS有 47 家成员参与者（其中一些合并银行构成独立参与者），而具有 Fedwire 发放和接收资金的资格的银行机构高达 9,289 家（截至 2009 年 3 月 19 日）  。第三，它是一个净额清算系统（因此不是实时的）。
净额结算系统将所有待处理的付款合并为数量较少的单笔交易。例如，如果美国银行要向美国运通支付 120 万美元，美国运通要向美国银行支付 80 万美元，CHIPS 系统会将其合并为从美国银行向美国运通支付的单笔付款 40 万美元。但是Fedwire 系统需要分两次单独支付全部金额（即：美国运通支付 120 万美元，美国银行支付 80 万美元）。

## 成员
CHIPS 归金融机构所有。根据美国政府跨部门办公室联邦金融机构检查委员会(FFIEC) 的说法，“任何在美国受监管的银行组织都可以成为所有者并参与该网络。”  CHIPS 参与者可以是商业银行、 爱治法公司或投资公司。 直到1998 年，金融机构要想成为 CHIPS 参与者，就必须在纽约市设有分支机构或代理机构。希望使用 CHIPS 进行国际支付的非参与者则必须聘请一位CHIPS 参与者作为其代理人。

### 成员列表
以下是截至2020年, CHIPS的参加成员（附所属的国家）:
- 西班牙外换银行（西班牙）
- 巴西银行（巴西）
- 盤谷銀行（泰国）
- 以色列国民银行（美国）（美国）
- 美國銀行（美国，北卡罗来纳州）
- 中国银行（中国）
- 交通银行（中国）
- 三菱日联银行（日本）
- 巴克莱银行（英国）
- 法国巴黎银行纽约分行（法国）
- 布朗兄弟哈里曼公司（美国）
- 法国农业信贷银行（法国）
- 花旗银行，北卡罗来纳州（美国）
- 德国商业银行（德国）
- 工业与商业信贷（法国）
- 德意志银行（德国）
- 德意志银行信托公司美洲公司（原信孚银行；美国）
- 哈比卜美国银行（美国）
- 美國滙豐銀行（美国）
- 兆豐國際商業銀行（台湾）
- 意大利联合圣保罗银行（意大利）
- 以色列贴现银行纽约分行（美国）
- 摩根大通银行，北卡罗来纳州（美国）
- 比利時聯合銀行（比利时）
- Mashreq银行（阿拉伯联合酋长国）
- M&T银行（美国）
- 三菱日联信托银行纽约分行（日本）
- 瑞穗企业银行纽约分行（日本）
- 纽约梅隆银行（美国）
- 北方信托公司（美国）
- 蘇格蘭皇家銀行（英国）
- 法国兴业银行（法国）
- 渣打银行（英国）
- 印度国家银行（印度）
- 道富银行和信托公司（美国）
- 三井住友银行（日本）
- 瑞银集团（瑞士）
- 富国银行，纽约国际（美国）